# 浅野直人
浅野 直人（あさの なおひと、1943年 - ）は、日本の法学者。専門は民法、環境法。福岡大学名誉教授。環境省中央環境審議会会長、環境科学会会長、環境アセスメント学会会長等を歴任した。

## 人物・経歴
愛知県名古屋市生まれ。山口県立宇部高等学校在学中は生徒会長を務め、1962年に卒業。1966年九州大学法学部卒業。1968年九州大学大学院法学研究科修士課程修了。1972年九州大学大学院法学研究科博士課程中退。九州大学法学部助手を経て、1972年から福岡大学法学部専任講師（民法）。1980年福岡大学法学部教授。1987年福岡大学大学院法学研究科教授併任。
1991年大宰府市環境審議会会長。1993年中央環境審議会委員。1996年環境保全功労者・環境庁長官・大臣表彰受賞。1997年学校法人福岡大学理事・法学部長。1998年福岡市環境審議会会長。2004年から福岡県環境審議会会長、北九州市環境審議会会長。2005年環境科学会賞受賞。
2013年中央環境審議会会長代理。2014年福岡大学法科大学院特任教授、福岡大学名誉教授。2015年中央環境審議会会長。2017年に中央環境審議会会長を任期満了退任後も、中央環境審議会臨時委員として、地球環境部会カーボンプライシングの活用に関する小委員会、フロン小委員会等の委員長を務めた。この間、環境科学会会長、環境アセスメント学会会長、環境法政策学会理事長代理、日本交通法学会理事、日本計画行政学会九州支部長・本部理事、産業構造審議会臨時委員なども歴任した。2023年、瑞宝中綬章受章。

## 著書
- 『環境・防災法』（共著）ぎょうせい 1986年
- 『中国民法の研究』（野村好弘と共編著）学陽書房 1987年
- 『環境影響評価の制度と法 : 環境管理システムの構築のために』信山社出版 1998年
- 『環境法』（柳憲一郎と共編）法学書院 2010年